# ایواسه ماتابی
ایواسه ماتابی (ژاپنی: 岩佐 又兵衛؛ ۱ ژانویهٔ ۱۵۷۸ – ۲۰ ژوئیهٔ ۱۶۵۰) نقاش اهل ژاپن و پسر آراکی موراشیگه بود.